# DNOC
Il DNOC (4,6-dinitro-orto-cresolo) è un fitofarmaco della classe degli azotorganici dinitrofenoli. 
Questo prodotto, il cui uso agricolo non è più consentito, è stato impiegato fino al 2000 come insetticida, acaricida,  anticrittogamico e erbicida.

## Proprietà fitosanitarie
Come insetticida e acaricida, il DNOC agisce per contatto con effetti caustici sulla cuticola e interferenza con la respirazione. Per le sue proprietà era indicato per i trattamenti invernali delle pomacee (melo, pero), delle drupacee (pesco, susino, albicocco, ciliegio) e della vite) contro le forme svernanti di afidi, cocciniglie, acari, psille. Aveva una particolare azione ovicida nei confronti degli afidi e degli acari.
Come fungicida agisce sempre per contatto esercitando i suoi effetti sulla membrana cellulare e interferendo con la respirazione. L'ambito d'impiego era la lotta agli agenti della Ticchiolatura delle pomacee (Venturia inaequalis e Venturia pyrina) e del Cancro dei rametti del pesco (Fusicoccum amygdali).
Come erbicida agisce per contatto per via fogliare contro molte piante infestanti. Era utilizzato per il diserbo selettivo dei cereali, dell'aglio, della cipolla e per la lotta alla cuscuta sull'erba medica.

## Fitotossicità
La fitotossicità di questo prodotto ne imponeva l'impiego, in frutticoltura e viticoltura, solo durante il riposo vegetativo.

## Tossicità per l'uomo
I dati tossicologici di riferimento sono i seguenti :
- Tossicità acuta per via orale: LD 50 di 25-40 mg/kg nel ratto;
- Tossicità acuta per via dermale: LD 50 dermale 200-600 mg/kg nel coniglio.

Esplica la sua azione tossica disaccoppiando la fosforilazione ossidativa mitocondriale.

## Aspetti normativi
Nel febbraio del 1999 la Commissione europea ha deciso di non iscrivere il DNOC nella lista delle sostanze attive (Allegato I alla Direttiva UE n. 414 del 1991). In Italia il Ministero della Sanità ha di conseguenza revocato l'autorizzazione, per tutti i formulati contenenti il DNOC, con D.M. 4 giugno 1999, fissando per la commercializzazione le scadenze del 30 giugno 1999 per i produttori e del 31 marzo 2000 per i rivenditori ai fini dello smaltimento delle scorte .